# Dalumcentret
55°22′15.42″N 10°22′17.47″Ø / 55.3709500°N 10.3715194°Ø
Dalumcentret er et mindre indkøbscenter i Odense-bydelen Dalum. Centret blev indviet 1. november 1989. Centeret har i kommuneplanlægningen status af et bydelscenter.
Bydelscenter Dalum ligger omkring Dalumvej ca. 2 km syd for Odense bymidte. Centerområdet strækker sig ca. 1 km fra Dalumgårdsvej i syd til Faaborgvej i nord. Der boede i alt 22.053 indbyggere inden for Dalumcenterets umiddelbare opland i 2012
Bydelen Dalum havde i 2012 i alt 47 butikker og en årlig omsætning på ca. 375 mio. kr. I Dalum er butikkerne fordelt på tre steder: i og omkring Dalumcenteret, desuden i tilknytning til en Netto-butik nærmere ved Faaborgvej og nær en ny Rema 1000 i den sydligste del af bydelscentret. Dalumcenteret må med sine ca. 11 butikker (herunder Kvickly og Fakta) anses at udgøre tyngdepunktet for detailhandlen i Dalum.
Med 23 udvalgsvarebutikker (5 beklædnings- og 18 andre udvalgsvareforretninger) er Dalum relativt vel forsynet. Omsætningen inden for udvalgsvarer ligger i 2012 på ca. 114 mio. kr.
Udvikling fra 2007 til 2012 viser en positiv tendens, idet der er tilkommet 4 butikker og omsætningen er vokset med ca. 30 mio. kr. svarende til en fremgang på 8% i løbet af de 5 år. Denne udvikling skyldes, at omsætningen for dagligvarer er steget med ca. 65 mio. kr., mens omsætningen inden for udvalgsvarehandlen er faldet med ca. 30 mio. kr.